# 蓑野町
蓑野町（みののまち）は、熊本県人吉市の町名。
2024年4月30日現在の人口は386人、世帯数は186。郵便番号は868-0061。

## 歴史
1942年（昭和17年）、所属していた球磨郡藍田村が人吉市の一部となり、所属が球磨郡藍田村間から人吉市蓑野町となった。

## 地理
市の東部で人吉盆地の南側に位置しており、大部分が胸川の右岸にある。一帯には農業地域が広がっているほか、西部にはソーラーパネルが多く設置されている。
また、北側を東間上町、西側を西間上町、東側を赤池水無町、南側を古仏頂町が接している。

## 人口と世帯数
2022年（令和4年）8月31日現在の世帯数と人口は以下の通りである。
| 町丁   | 世帯数  | 人口  |
| ------ | ------- | ----- |
| 蓑野町 | 186世帯 | 386人 |

## 小・中学校の学区
市立小・中学校に通う場合、学区は以下の通りとなる。
| 町丁 | 小学校             | 中学校             |
| ---- | ------------------ | ------------------ |
| 全域 | 人吉市立東間小学校 | 人吉市立第一中学校 |

## 交通

### 鉄道
- JR肥薩線 - 西部を通っているが町内に駅は存在しない。最寄駅は人吉駅。

### 道路
- 国道267号